# NGC 4070
NGC 4070是一个位于后发座的椭圆星系，距离地球3.4亿光年NGC 4070于1785年4月27日由威廉·赫歇爾首次发现，1832年4月29日由約翰·赫歇爾再次发现并编号为NGC 4059。NGC 4070属于NGC 4065星系群，是LINER星系。2005年4月14日，人们在星系内发现Ia超新星SN 2005bl。